# (100805) 1998 FX105
(100805) 1998 FX105 es un asteroide perteneciente al cinturón de asteroides, región del sistema solar que se encuentra entre las órbitas de Marte y Júpiter, descubierto el 31 de marzo de 1998 por el equipo del Lincoln Near-Earth Asteroid Research desde el Laboratorio Lincoln, Socorro, Nuevo México, Estados Unidos.

## Designación y nombre
Designado provisionalmente como 1998 FX105. 

## Características orbitales
1998 FX105 está situado a una distancia media del Sol de 2,229 ua, pudiendo alejarse hasta 2,508 ua y acercarse hasta 1,951 ua. Su excentricidad es 0,124 y la inclinación orbital 4,894 grados. Emplea 1216,26 días en completar una órbita alrededor del Sol.

## Características físicas
La magnitud absoluta de 1998 FX105 es 15,8. 